# Carcinomastax nigrivalva
Carcinomastax nigrivalva är en insektsart som beskrevs av Marius Descamps 1964. Carcinomastax nigrivalva ingår i släktet Carcinomastax och familjen Euschmidtiidae.